# Brendan Perry

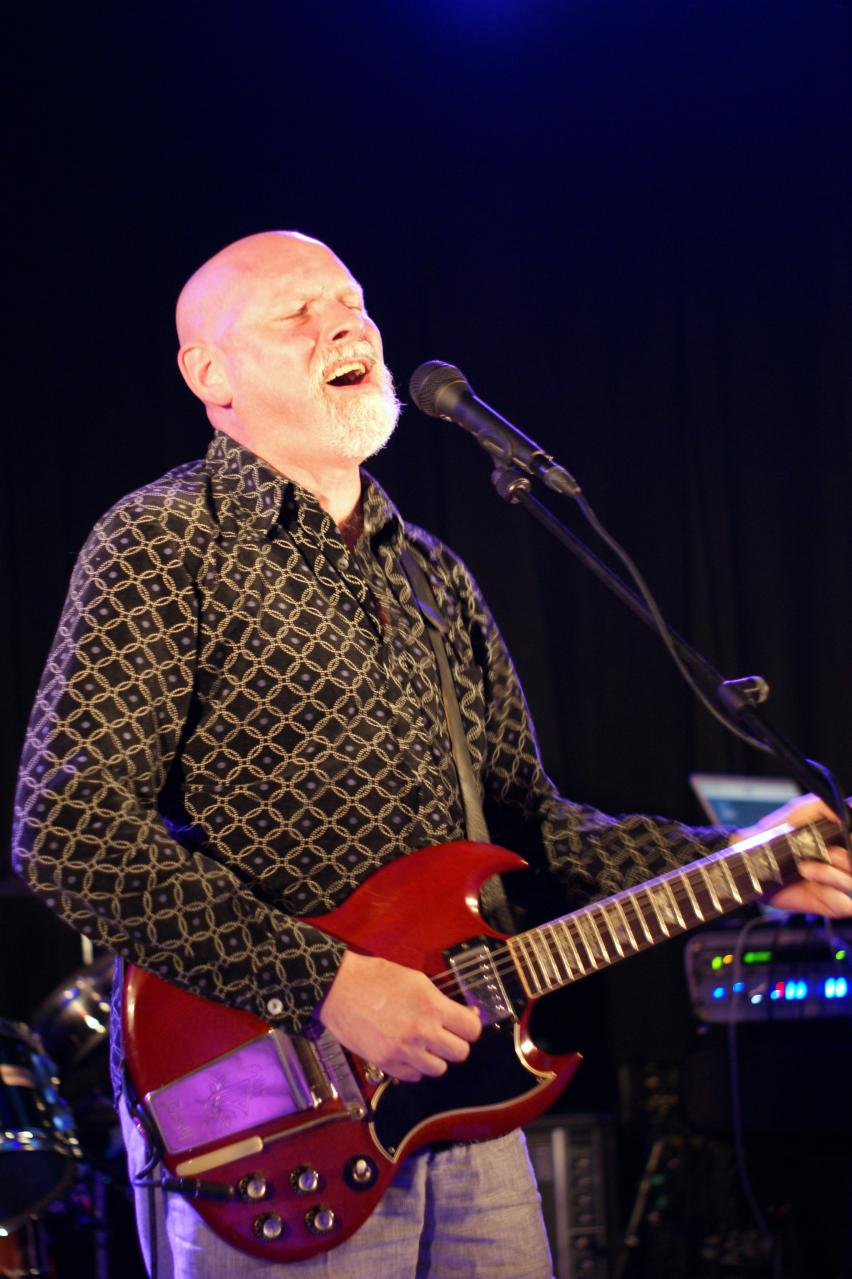
Brendan Perry in de Domkerk te Utrecht tijdens Summer Darkness, 13 augustus 2010

Brendan Michael Perry (Whitechapel, 30 juni 1959) is een Brits bariton zanger en multi-instrumentalist.
Hij is de mannelijke helft van het duo Dead Can Dance, wat hij vormde met Lisa Gerrard. Daarnaast speelde hij ook in de Nieuw-Zeelandse punkrockband The Scavengers, later werd deze naam veranderd in The Marching Girls.
In 1999 bracht Perry zijn eerste solo-album uit, Eye of the Hunter.

## Discografie

### Albums
- The Scavengers: The scavengers (1978)
- AK79 (compilatie 1980)
- Eye of the Hunter (1999)
- Ark (2010)

### Bijdragen
- Opera Multi Steel: Stella obscura (cd, "Du chant des elfes")
- The 13 Year Itch (4AD compilation,"Happy time" 1993)
- Elijah's Mantle: Angels of perversity (1993, "Paradis IAC" & "Quem di dilicunt -part two")
- Hector Zazou: Songs from the cold seas (1994, "Annuka suaren neito" & "Adventures in the Scandinavian skin trade" )
- Rare on Air (KCRW compilation, "The Captive Heart" 1994)
- CoEx: Synaesthesia (1995, "Chant of Amergin" )
- Hector Zazou & Harold Budd: Glyph (1995, "Around the corner from everywhere")
- Hector Zazou: Lights in the dark ("Gol na dtrí Muire" & "In ainm an athar le bua" & "Caoine Mhuire" )
- Barbara Gogan & Hector Zazou: Made on Earth (1997, "True love")
- "Sunset Heights" 1997
- "Greenwood voice of the celtic myth" (compilatie, "Balor's song" ; 1997)
- Peter Ulrich: Pathways and dawns
- Sing a Song for You
- Zoar: Clouds without water (2003, "Winter wind" & "Wakeworld")

- Bibliothèque nationale de France: cb14026135h (data)
- Gemeinsame Normdatei: 135163366
- International Standard Name Identifier: 0000 0000 7840 812X
- Library of Congress Control Number: no99020923
- MusicBrainz: 406fa1ec-0f9f-47ac-b2a3-52eccf987af6
- Nationale Bibliotheek van Tsjechië: jo2006362235
- Nationale Bibliotheek van Israël: 987007322188605171
- Virtual International Authority File: 59283096
- WorldCat: E39PBJkHmQ44WpPrWmhqYy9Yyd